# Dálnice A54 (Belgie)
Dálnice A54 (francouzsky Autoroute 54, nizozemsky Autosnelweg 54) je dálnice v Belgii. Dálnice A54 začíná u Nivelles a končí u Charleroi, je součástí evropské silnice E420. Celková délka činí 24 km.

## Historie
Tři úseky dálnice A54 byly postupně otevřeny mezi 14. zářím 1969 a 30. březnem 1972.
| Úsek                      | Otevření        |
| ------------------------- | --------------- |
| Thiméon – Jumet-sever     | 14. září 1969   |
| Nivelles – Thiméon        | 1972            |
| Jumet-sever – Lodelinsart | 30. březen 1972 |

## Průběh
Dálnice A54 začíná na dálniční křižovatce u Nivelles, kde se odděluje od dálnice A7. Dále se kříží s dálnicí A42. V Charleroi se dálnice A54 napojuje na městský okruh.